# Кульма (станция)
Кульма — железнодорожная станция Молдавской железной дороги, расположена в 6,5 км от села Авдарма Республики Молдова в долине реки Лунга на участке между станциями Абаклия и Чадыр-Лунга.
На станции имеются три железнодорожных пути, один главный и два пути боковые.
Через станцию следуют поезда Кишинёв — Рени, Одесса — Рени, Бессарабская — Рени, а также Рени — Кишиннев, Рени — Одесса, Рени — Бессарабская. Кроме пассажирских поездов, курсируют товарные поезда до портового города Рени на реке Дунай и до молдавского порта Джурджулешты на крайнем юге Молдовы.